# Peinliche Befragung
Die peinliche Befragung oder auch hochnotpeinliche Befragung war ein Verfahrenselement der Blutgerichtsbarkeit des hohen und späten Mittelalters sowie der Frühen Neuzeit. Die peinliche Befragung wird auch scharfe Frage oder Tortur genannt. Der Begriff peinlich ist dabei abgeleitet von Pein, lässt sich also im heutigen Sprachgebrauch mit schmerzhaft übersetzen.
Ursprünglich war die peinliche Befragung die Hauptvernehmung des Angeklagten bei Inquisitionsprozessen. Später verstand man unter der peinlichen Befragung allgemein den Einsatz der Folter, um von einem Angeklagten ein Geständnis zu erwirken. Die Verwendung der Folter als Verhörmethode lässt sich in vielen Epochen und Erdteilen nachweisen, entwickelte sich jedoch in ihren Ausprägungen regional höchst unterschiedlich. Schriftlich beurkundet wird die peinliche Befragung 1499 in der Tiroler Malefizordnung unter König Maximilian I. und sodann 1532 unter Kaiser Karl V. in der reichseinheitlichen Halsgerichtsordnung. Damit gilt die sogenannte Constitutio Criminalis Carolina oder auch Halsgerichtsordnung von Karl V. als erstes allgemeines deutsches Strafgesetzbuch. Berühmtheit erlangte sie in Europa in der frühen Neuzeit im Zuge der Inquisition und der Hexenverfolgung.
Die peinliche Befragung sollte erst dann eingesetzt werden, wenn zuvor weder durch ein Geständnis, das Urgicht genannt wurde, noch durch die Verfahrensmethode der Beweisung der Angeklagte überführt worden war. Außerdem musste dringender Tatverdacht vorliegen. Vom ursprünglichen Prinzip her konnte die peinliche Befragung also nicht willkürlich eingesetzt werden. Ausgeschlossen von der peinlichen Befragung als Anwendung waren Kinder unter 14 Jahren, Behinderte, Greise, schwangere Frauen, Geisteskranke, stumme Menschen sowie kranke Personen, welche die peinliche Befragung aller Wahrscheinlichkeit nach nicht überlebt hätten.
Als Vorstufe der peinlichen Befragung gilt die Territion (Schreckung), bei der dem Angeklagten die Folterinstrumente vorgeführt und erläutert werden. Eine mildere Form der peinlichen Befragung war die Bamberger Tortur.